# راوز (کالیفرنیا)
راوز (به انگلیسی: Rouse) یک منطقهٔ مسکونی در ایالات متحده آمریکا است که در شهرستان استانیسلاس، کالیفرنیا واقع شده‌است. راوز ۰٫۶۱۷ کیلومتر مربع مساحت و ۲٬۰۰۵ نفر جمعیت دارد و ۲۷٫۱۳ متر بالاتر از سطح دریا واقع شده‌است.